# Таунсенд, Джон Сили
Джон Си́ли Э́двард Та́унсенд (англ. John Sealy Townsend, 1868—1957) — британский физик и математик.
Профессор Оксфордского университета. Проводил исследования электрической проводимости газов, а также прямые измерения величины переносимого электрического заряда.

## Биография
Родился в ирландском городе Голуэй в семье профессора королевского колледжа Голуэя. В 1885 году поступил в дублинский Тринити Колледж, где стал лучшим учеником по математике. Окончив колледж в Дублине, выиграл стипендию им. Максвелла и поступил в Тринити Колледж Кембриджского университета, где обучался вместе с Э. Резерфордом. Руководителем Таунсенда стал Дж. Дж. Томсон, с которым он работал в Кавендишской лаборатории. Там им была разработана теория тёмного газового разряда, носящего теперь его имя.
В 1900 году Таунсенд становится профессором физики Оксфордского университета. Там в 1920-х годах им проводится серия экспериментов по изучению рассеяния электронов атомами газов. В процессе этих работ был открыт эффект Рамзауэра — Таунсенда, заключающийся в аномальном уменьшении сечении рассеяния для низкоэнергетических электронов.
В 1903 году был избран в Лондонское королевское общество.
В 1914 году был награждён медалью Хьюза.
В январе 1941 года Таунсенду было присвоена звание сэра. В том же году, отказавшись от обучения солдат, был вынужден уйти в отставку с занимаемой должности. Оставшиеся годы провёл в Оксфорде, где и умер в 1957 году.

## Основные работы
- The Theory of Ionisation of Gases by Collision (1910)
- Motion of Electrons in Gases (1925)
- Electricity and Radio Transmission (1943)
- Electromagnetic Waves (1951)